# Goče
Goče este o localitate din comuna Vipava, Slovenia, cu o populație de 211 locuitori.